# Cratere Adal
Adal è un cratere sulla superficie di Callisto.